# Michael Medved
Pour les articles homonymes, voir Medved.
Michael Medved, né en 1948, est un journaliste, critique de cinéma et essayiste américain.

## Biographie
Le film sélectionné comme "pire film de tous les temps" avec son frère Harry, Plan 9 from Outer Space, est devenu un film culte.
Il a entre autres collaboré pour le New-York Post.

## Publications
- (en) The 5 Big Lies About American Business: Combating Smears Against the Free-Market Economy, Three Rivers Press, 2009 (ISBN 0307587479)
- The 10 Big Lies About America: Combating Destructive Distortions About Our Nation, 2008,  (ISBN 978-0-307-39406-4).
- Right Turns: Unconventional Lessons from a Controversial Life 2005 (explaining his conversion from being a liberal Democrat to conservative Republican)  (ISBN 1-4000-9832-7) (paperback).
- The Fifty Worst Films of All Time 1978  (ISBN 0-446-38119-5).
- The Golden Turkey Awards (which expanded on the earlier book. Co-written by his brother Harry Medved) 1980  (ISBN 0-425-05187-0).
- Hollywood vs. America: Popular Culture and the War on Traditional Values, 1992,  (ISBN 0-06-016882-X); 1993,  (ISBN 0-06-092435-7).
- Hospital: The Hidden Lives of a Medical Center Staff, 1982,  (ISBN 0-671-42442-4); 1984,  (ISBN 0-671-42443-2).
- Saving Childhood: Protecting Our Children from the National Assault on Innocence, coauthored with his wife, clinical psychologist and author Dr. Diane Medved, 1998,  (ISBN 0-06-017372-6); 1999,  (ISBN 0-06-093224-4).
- Son of Golden Turkey Awards (written with Harry Medved), 1986,  (ISBN 0-394-74341-5).
- The Hollywood Hall of Shame: The Most Expensive Flops in Movie History (written with Harry Medved), 1984,  (ISBN 0-399-51060-5),  (ISBN 0-399-50714-0) (paperback)
- The Shadow Presidents: The Secret History of the Chief Executives and Their Top Aides, (a history of the White House Chiefs of Staff) 1979,  (ISBN 0-8129-0816-3).
- What Really Happened to the Class of '65? (written with David Wallechinsky), 1976,  (ISBN 0-394-40074-7); 1981 paperback,  (ISBN 0-345-30227-3) (paperback).